# Pirata knorri
Pirata knorri là một loài nhện trong họ Lycosidae.
Loài này thuộc chi Pirata. Pirata knorri được Giovanni Antonio Scopoli miêu tả năm 1763.